# فرانك أباغنيل
 فرانك ويليامز أباغنيل الابن (بالإنجليزية: Frank Abagnale) من مواليد 27 أبريل 1948، هو مزور أمريكي سابق. أصبح شهيرا في الستينات باستخدام شيكات مزورة للسفر على حساب بان أميريكانز أرويز. سافر إلى 26 بلدا قبل بلوغ سن 18. أوحت قصته فيلم بعنوان أمسكني إن استطعت (بالإنجليزية: Catch Me If You Can)، التي قامت على أساس سيرته الذاتية. هذا العمل ليس سيرة ذاتية بحقائق صحيحة، وإنما جاء ممزوجًا بشيء من الخيال. وهو يعمل حاليا مستشارا في مجال مكافحة الغش داخل شركته (أباغنيل وشركائه).

## موجز سيرته الذاتية

### الطفولة
قضى أباغنيل الستة عشر عاما الأولى من حياته في نيويورك في مدينة برونكسفيل. تخرج من مدرسة يونا أبّنيال التحضيرية المدرسة الكاثوليكية التي تديرها الأخوة المسيحيين الأيرلندية.
وهو من أم فرنسية، تدعي بولا، وأب أميركي يدعي وليام فرانك أباغنيل الأب، وهو يعد الثالث من بين أربعة أطفال : توأم أكبر سنا منه، وشقيقة صغرى.
تطلقا والديه وكانت بمثابة تجربة مأساوية له حتى انه في إحدى الجلسات استغل فترة التوقف للهروب من المحكمة في سن 16.

### أول احتيال
ويمكن اعتبار أول عمل من أعمال الغش والنصب، هو بعد شراء سيارة، نجح في إقناع والده إلى أن يقدم له بطاقته الائتمانية. وبهذه البطاقة «اشترى» كمية كبيرة من قطع غيار السيارات: إطارات وبطاريات ومحركات والوقود، وغير ذلك.
هذه المشتريات غير موجودة في الحقيقة وانما كانت على الورق فقط.
لانه في الواقع كان قد اتفق مع أحد موظفي محطات البنزين. كان شريكه يضع قطع غيار السيارات على حساب والده، ويؤخذ النقود ليتقاسمها مع الشاب أباغنيل.
وقد بلغ مبلغ الغش 3400 دولار، وبالطبع لم يحاكم على هذه الجريمة.

## الخدع

### طيار
تقدر شركة الطيران الأمريكية بان أميريكانز أرويز (بانام) ان فرانك أباغنيل ما بين سن 16 و18 سنة، حلق على مسافة تقارب 1.609.000 كيلومترا، بما يزيد عن 250 رحلة ل26 بلد، بصورة غير قانونية، وذلك باستخدام الديدهيدينغ -الطيار يسـافر كــراكب لإحضار طــائرة من مطار آخر-: لأن أباغنيل كان يدعي على انه طيار يريد السفر في الوجهة التي تكون الطائرة متجهة إليها. وبالتالي كان يسافر مجانا وينام وياكل في أفخر الفنادق وكل المصاريف تتحملها الشركة.

### طبيب
تولى لما يقرب من عام في منصب طبيب أطفال في مستشفى بالولايات المتحدة جورجيا، تحت اسم مستعار فرانك ويليامز. اختار أن يفعل ذلك بعد أن كادت أن تلقي الشرطة القبض عليه، مما ذكره باحتمالية القبض عليه.
في طلبه على السكن، كتب تحت بند العمل السابق مهنة طبيب. بعد أن خاف أن يحاول المالك ان يتاكد من كونه طيارا لدى شركة بانام.
كون صداقة مع طبيب حقيقي كان يقاسمه الشقة، فأصبح مشرفا على المتدربين في المستشفى مؤقتا حتى يتم أيجاد شخصا آخر ليقوم بهذا الدور.
ولم يجد هذا العمل صعبا جدا : وبالفعل لم يكلف بأي عمل طبي في هذا المنصب.
بيد أن أباغنيل كاد أن يكتشف أمره عندما ترك رضيع يموت بالاختناق. لإنه لم يفهم ما كانت تعنيه الممرضة بقولها «طفل أزرق». أباغنيل كان يفي بالتزاماتها الطبية مستعملا الأطباء الداخليين ليتولوا هذه الحالات.
وأخيرا وجد
المستشفى طبيب آخر حل محل فرانك أبيغنال ليتحرر هومن هذا المنصب.

### محامي
أباغنيل زور دبلوم من جامعة هارفارد، واجتاز امتحان أهلية وحصل على وظيفة المدعي العام لولاية لويزيانا في سن 19. عندما كان يدعي على انه مساعد طيار لبانام شركة الجوية الأمريكية.
قال لمضيفة تزوجها لفترة وجيزة انه درس القانون في جامعة هارفارد، والتي قدمته لمحام كان صديقا لها. وهذا الأخير أخبر أباغنيل بأن المحكمة تفتقر للمحامين وعليه بتقديم طلب للالتحاق بها. زور شهادة لجامعة هارفارد، تقدم للامتحان المسبق. على الرغم من فشله مرتين في اجتيازه، صرح بانه تمكن من اجتاز امتحان نقابة المحامين بطريقة قانونية بعد 8 أسابيع من المراجعة، وفي محاولته الثالثة.
ولكن شهادة تخرج «حقيقية» من جامعة هارفارد كانت تلاحقه بكثير من الأسئلة حتى يتم ترسيته في المنصب. وبطبيعة الحال، أباغنال لم يكن بمقدوره الإجابة على الأسئلة المتعلقة بالجامعة لكونه لم يلتحق بها من الأساس. في النهاية اتخذ القرار، وبعد ثمانية أشهر وللحفاظ على سلامته بالتنازل على المنصب وخاصة بعد أن علم بان هناك شاب يشتبه به ويستفسر عن ماضيه.

## الاعتقال والسجن
اعتقل في فرنسا في عام 1969 عندما كان يعمل موظفا الخطوط الجوية الفرنسية بعد تعرفوا عليه على ملصق المطلوبين للأعتقال.
عندما ألقت الشرطة القبض طلبت 12 بلدا من مَن كان قد ارتكب فيها عمليات النصب والغش بتسليمه إياها. وبعد محاكمة دامت يومين، سجن لأول مرة وأدخل إلى سجن بيربنيان، وحكم عليه بعام واحد وليخفض من قبل القاضي بستة أشهر.
ثم سلم بعدها أباغنيل إلى السويد. ليحاكم بتهمة التزوير، حيث نجح محاميه في إسقاط تهمة التزوير بكونه صنع الصكوك ولم يزورها.
وابقي على تهمتي الاحتيال والتزييف.
سجن في السجن مالمو لمدة ستة أشهر، وعلم مع نهاية قضاء عقوبته انه سيحاكم في إيطاليا مستقبلا.
طلب القاضي سويدي من مسؤول في وزارة الخارجية بالولايات المتحدة الأمريكية سحب جواز سفره.
وبدون جواز سفر سويدي، رحلته السلطات المحلية إلى الولايات المتحدة الأمريكية.

## هروبه
هرب أباغنيل من طائرة vc-10 التي كانت تنقله إلى الولايات المتحدة. بعد دخوله إلى حمام الطائرة وقبل هبوطها على المدرج بأقل من ثلاثة أمتار قفز وتخبأ طيلة الليل، ثم تسلق السور، وليستقل سيارة اجرة اوصلته إلى محطة غراند سنترال. وفي الفترة القصيرة التي قضاها في برونكس قام بتغيير ملابسه. كما استعاد مفاتيح خزنة في بنك بمونتريال، والتي كان فيها 20.000 دولار. ثم استقل أباغنيل القطار إلى مطار بيير ايليوت ترودو (المعروف سابقا بمطار دورفال) لشراء تذكرة لساو باولو، البرازيل - البلد الذي ليس لديه مع الولايات المتحدة اتفاق لتسليم المجرمين - ولكن في طريق العودة لمونتريال وفي أونتاريو، تم استجوابه من قبل ضابط في شرطة الخيالة الكندية الملكية، ثم سُلم إلى جمارك الولايات المتّحدة.

## روابط خارجية
- فرانك أباغنيل على موقع IMDb (الإنجليزية)
- فرانك أباغنيل على موقع إن إن دي بي (الإنجليزية)
- فرانك أباغنيل على موقع قاعدة بيانات الفيلم (الإنجليزية)